# Tongrube von Meerholz und Hardt bei Bernbach
Tongrube von Meerholz und Hardt bei Bernbach este o arie protejată (arie specială de conservare — SAC, sit de importanță comunitară — SCI) din Germania întinsă pe o suprafață de 31,76 ha, integral pe uscat.

## Localizare
Centrul sitului Tongrube von Meerholz und Hardt bei Bernbach este situat la coordonatele 50°09′11″N 9°10′24″E / 50.1531°N 9.1733°E.

## Înființare
Situl Tongrube von Meerholz und Hardt bei Bernbach a fost declarat sit de importanță comunitară în noiembrie 2004 pentru a proteja 1 specie de animale. Situl a fost protejat și ca arie specială de conservare în martie 2008.

## Biodiversitate
Situată în ecoregiunea continentală, aria protejată conține 1 habitat natural: Fânețe de joasă altitudine (Alopecurus pratensis, Sanguisorba officinalis).
La baza desemnării sitului se află o specie protejată de  amfibieni: izvoraș-cu-burta-galbenă (Bombina variegata).